# Anyphops septentrionalis
Anyphops septentrionalis là một loài nhện trong họ Selenopidae.
Loài này thuộc chi Anyphops. Anyphops septentrionalis được P. L. G. Benoit miêu tả năm 1975.